# 安格斯·威尔逊
安格斯·弗兰克·约翰斯顿-威尔逊爵士（英語：Sir Angus Frank Johnstone-Wilson，1913年8月11日—1991年5月31日），英国小说家、文学评论家，大英帝国勋章(CBE)获得者。他的小说《艾略特夫人的中年》曾获得1958年的詹姆斯·泰特·布莱克纪念奖。

## 生平

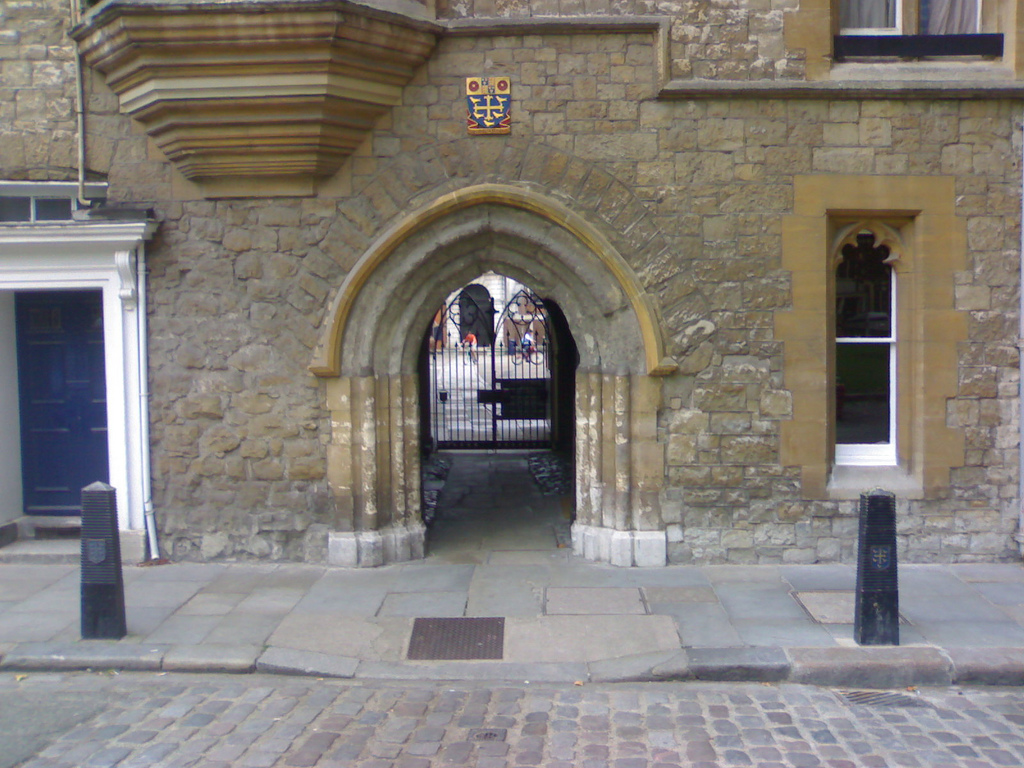
西敏公学

威尔逊出生在英国萨塞克斯郡贝克斯希尔。他的父亲是英国人，母亲来自南非德班的一个富有商人家庭。
威尔逊曾就读于西敏公学和牛津大学莫顿学院。1937年，他成为大英博物馆的一名图书管理员，负责编辑更新图书总目录。 在这之前，他还做过辅导教师，也曾和哥哥一起共同经营一家餐馆。
在第二次世界大战期间，他被安排在英国海军的密码破译中心——布莱切利园，做解读意大利海军代码的工作。由于工作中佩戴着色彩鲜艳的大蝴蝶结，人们便戏称他为“知名的同性恋者”。巨大的工作环境压力，导致了他的神经衰弱。
在二战结束后，他回到了大英博物馆，并在那里遇见了托尼·加勒特（Tony Garrett）——他的余生的同伴。
威尔逊最开始的出版作品是一系列的短篇小说集。随后，一篇风格大胆的同性恋小说《铁杉之后》（英文：Hemlock and After）让他一举成名，并收到了很多欧洲文学讲座的指名邀请函。
1955年，虽然经济状况并不好，但他还是辞去了在大英博物馆的工作，成为了一名全职的文学评论家，并移居到了萨福克郡。
从1957年开始，他启程到更远的地方巡回演讲，遍及日本、瑞士、澳大利亚和美国。1968年，他被授予大英帝国勋章(CBE)。在之后的几年，他获得了文学领域的许多奖项和荣誉称号。他在1980年被封为爵士，并在1982年到1988年间担任英国皇家文学学会主席。1991年5月31日，他在疗养院死于中风，享年77岁。最后他被埋葬于英国萨福克郡的圣埃德蒙兹。

## 著作

### 小说
- 《铁杉之后》Hemlock and After (1952)
- 《盎格鲁-撒克逊态度》Anglo-Saxon Attitudes(1956)
- 《艾略特夫人的中年》The Middle Age of Mrs Eliot (1958)
- 《在动物园的老人》The Old Men at the Zoo (1961)
- 《夜访》Late Call (1964)
- 《可不是闹着玩的》No Laughing Matter (1967)
- 《像是用了魔术》As If By Magic (1973)

### 短篇小说集
- 《错误集合》The Wrong Set (1949)
- 《如此可爱的渡渡鸟》Such Darling Dodos (1950)

### 其他
- 《查尔斯·狄更斯的世界》The World of Charles Dickens (1970)
- 《淘气两兄弟》The Naughty Nineties (1976)
- 《吉卜林的奇异旅程》The Strange Ride of Rudyard Kipling: His Life and Works (1977)

## 著作
- Conradi, Peter, Isobel Armstrong and Bryan Loughrey (editors), "Angus Wilson", Northcote House, 1997, ISBN 0-7463-0803-5.
- Drabble, Margaret. Angus Wilson: A Biography.London: Secker & Warburg, 1995. ISBN 0-436-20038-4 (Hardcover) ISBN 0-436-20271-9 (Paperback)
- Halio, Jay, "Angus Wilson", Oliver & Boyd, London, 1964.
- Stape, John Henry and Anne N. Thomas. Angus Wilson: A Bibliography 1947–1987. London & New York: Mansell Publishing, 1988. ISBN 0-7201-1872-7.